# Neuenkirchen (powiat Mecklenburgische Seenplatte)
Neuenkirchen – gmina w Niemczech, w kraju związkowym Meklemburgia-Pomorze Przednie, w powiecie Mecklenburgische Seenplatte, wchodzi w skład  Związku Gmin Neverin.